# ژان جفروی
هانری ژول ژان جفروی (به فرانسوی: Henri-Jules-Jean Geoffroy) با نام مستعار جیو (۱ مارس ۱۸۵۳، مارن - ۱۵ دسامبر ۱۹۲۴، پاریس) نقاش و تصویرگر فرانسوی بود که عمدتاً به خاطر به تصویر کشیدن کودکان در آثارش شناخته می‌شود.

## زندگی‌نامه
پدرش ژان باپتیست (۱۸۲۲–۱۸۹۵) یک خیاط و طراح لباس، و مادرش روزالی نیز دختر بزرگ یک نقاش انگلیسی به نام جان دیکنسون بود (۱۷۹۱–۱۸۳۰). زمانی که او تنها دو سال داشت به پاریس نقل مکان کردند. در سال ۱۸۷۱، او تحصیلات خود را در مدرسه هنرهای زیبا آغاز کرد. ابتدا با لئون بونات، سپس با اوژن لواسور (۱۸۲۲–۱۸۸۷) و آدولف ایوون. در سال ۱۸۷۴ اولین نمایشگاه خود را در سالن برگزار کرد؛ جایی که در سال ۱۸۸۳ نیز به عضویت آن درآمد.
در این سال‌ها، او حمایت تاجر چوب، لورن-لویی بورنیش (۱۸۰۱–۱۸۸۳) را داشت که او همچنین یک مجموعه‌دار مشتاق هنر و خالق موزه هنر پاویون آرسنال بود. حرفه جفروی با مدال طلا در نمایشگاه جهانی (۱۹۰۰) به اوج خود رسید.
در سال ۱۸۸۲ کمیسیون بزرگی از وزارت آموزش ملی دریافت کرد. علاوه بر نقاشی، راهنمایی‌هایی در مورد نحوه استفاده از تصاویر در کلاس درس ارائه کرده و دو سال بعد نیز به عنوان افسر آموزش عمومی منصوب شد. در سال ۱۸۸۷، در لژیون دونور به عنوان یک شوالیه معرفی شد.
ژان جفروی به این دلیل نقاش کودک شد که در ابتدای کارش با دو معلم به نام‌های لویی و جولی ژیرار در بالای مدرسه خصوصی شان آپارتمان مشترکی داشت. سال‌ها بعد، وقتی یک مدرسه شبانه‌روزی افتتاح کردند، او برای کارهایش از آنجا الهام گرفت. همچنین بسیاری از پیشرفت‌های اجتماعی در دوران جمهوری سوم را نیز مستند کردند. هنگامی که لویی در سال ۱۸۹۰ درگذشت، او حامی و پشتیبان جولی شد.
در حدود سال ۱۸۷۶، او پیر ژول هتزل را ملاقات کرد، که او را به عنوان تصویرگر کتاب برای جوانان استخدام کرد. پس از سال ۱۸۸۰، او تصاویر خود را با نام «Géo» امضا کرد. همچنین با گاستون واریو دوست شد، که با لویی پاستور کار کرده بود.
او در سال ۱۹۲۴ بر اثر یک بیماری نامعلوم درگذشت و مجموعه باقیمانده خود را طبق وصیتی که کرده بود به جولی ژیرار واگذار کرد. خانواده ژیرار کارگاه هنری ژان جفروی را همچنان حفظ کرده‌اند.

## نقاشی‌های برگزیده

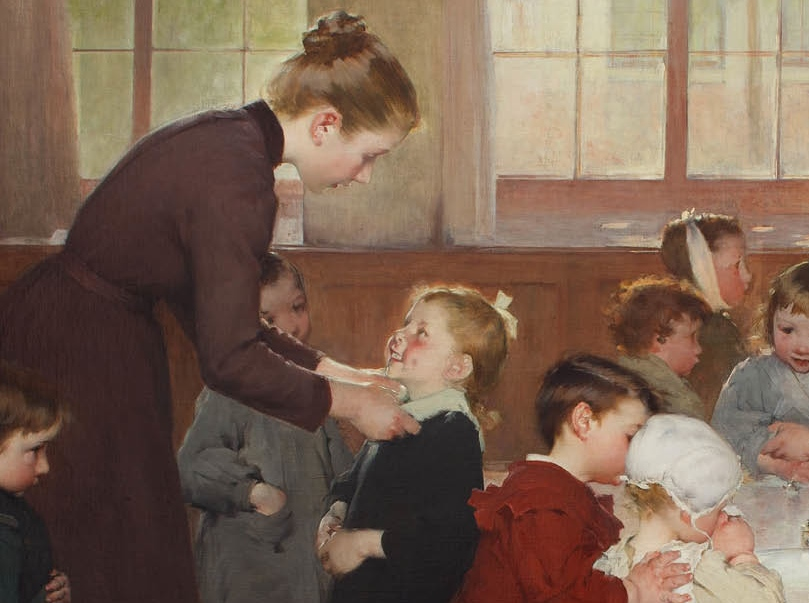
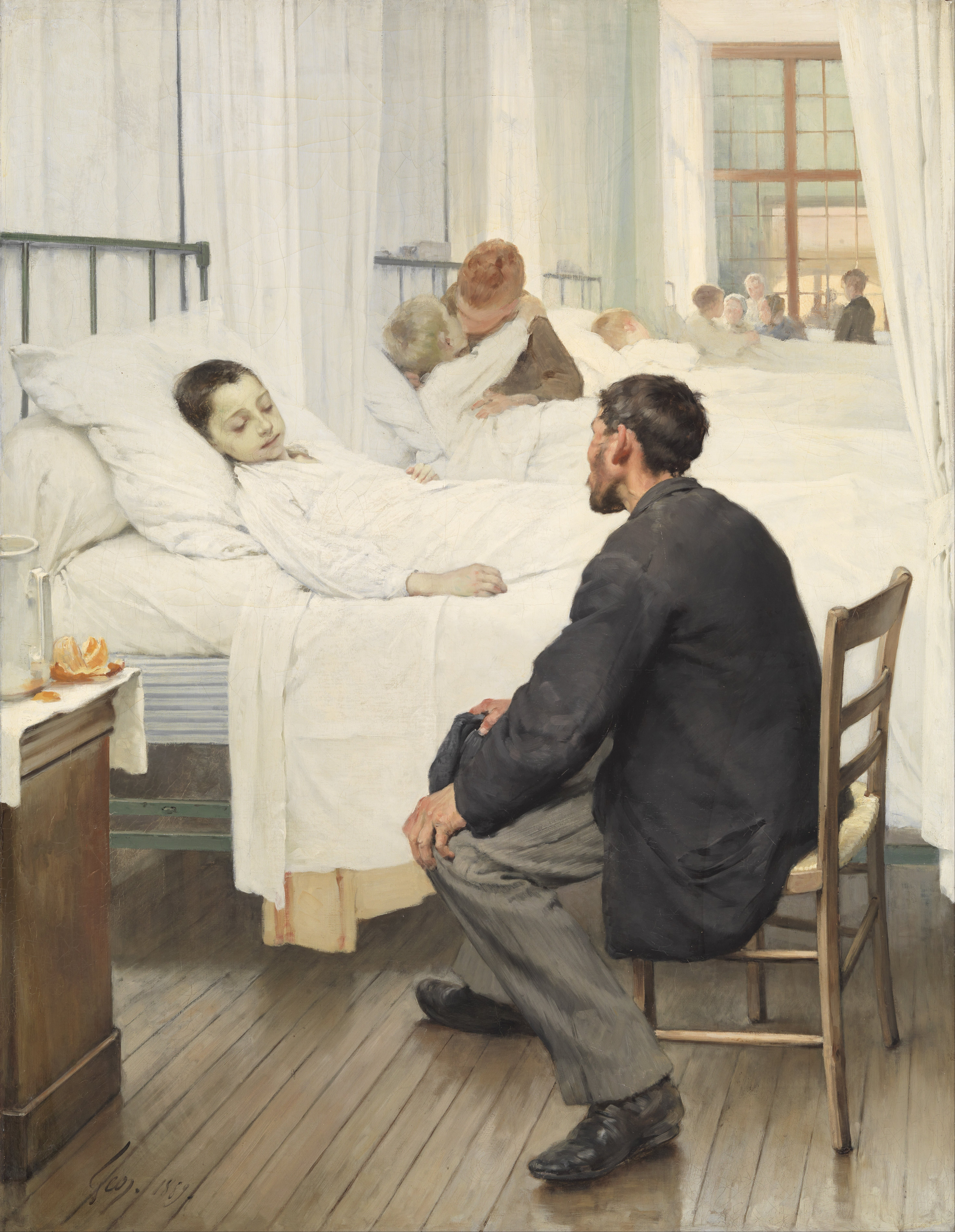
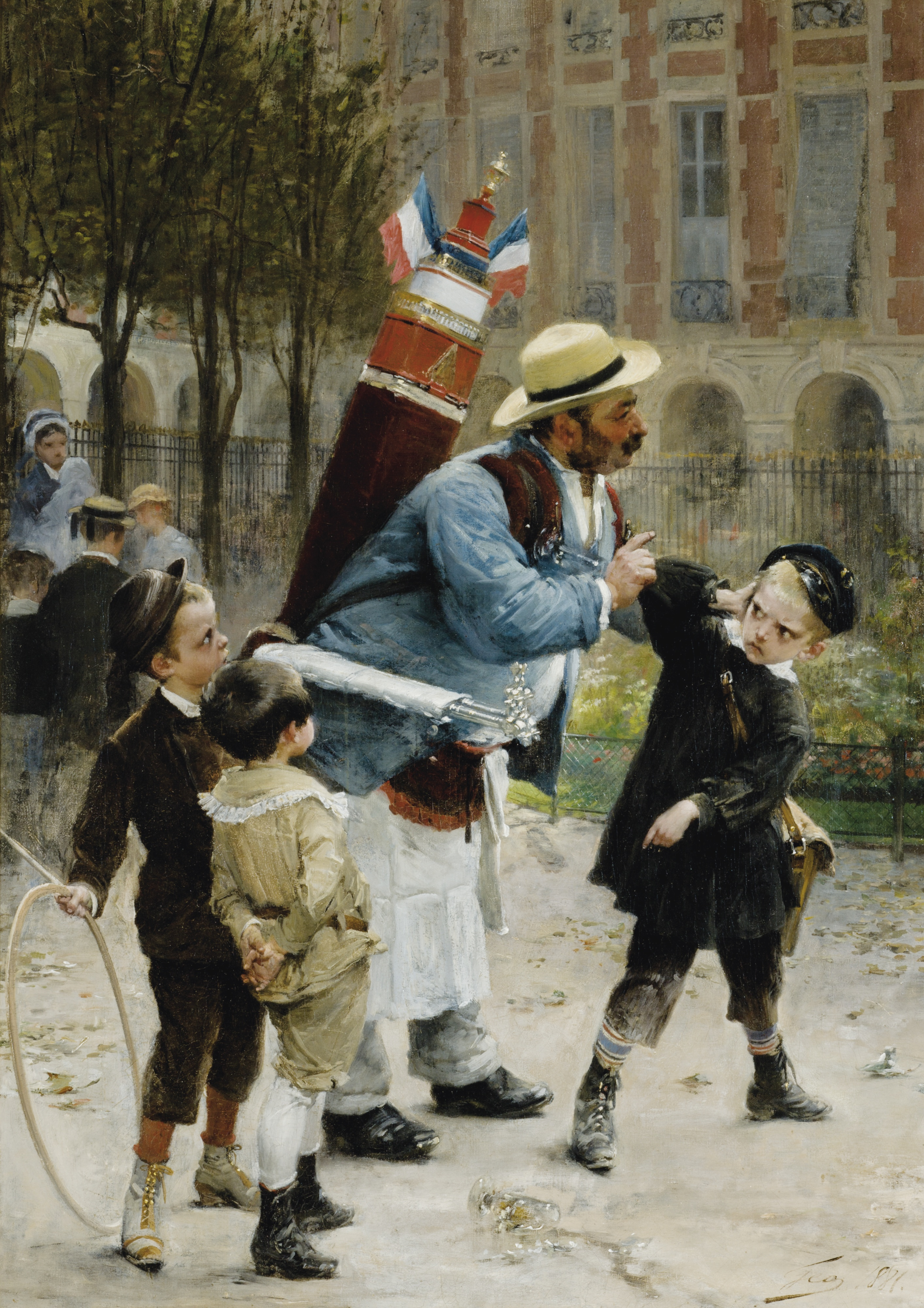
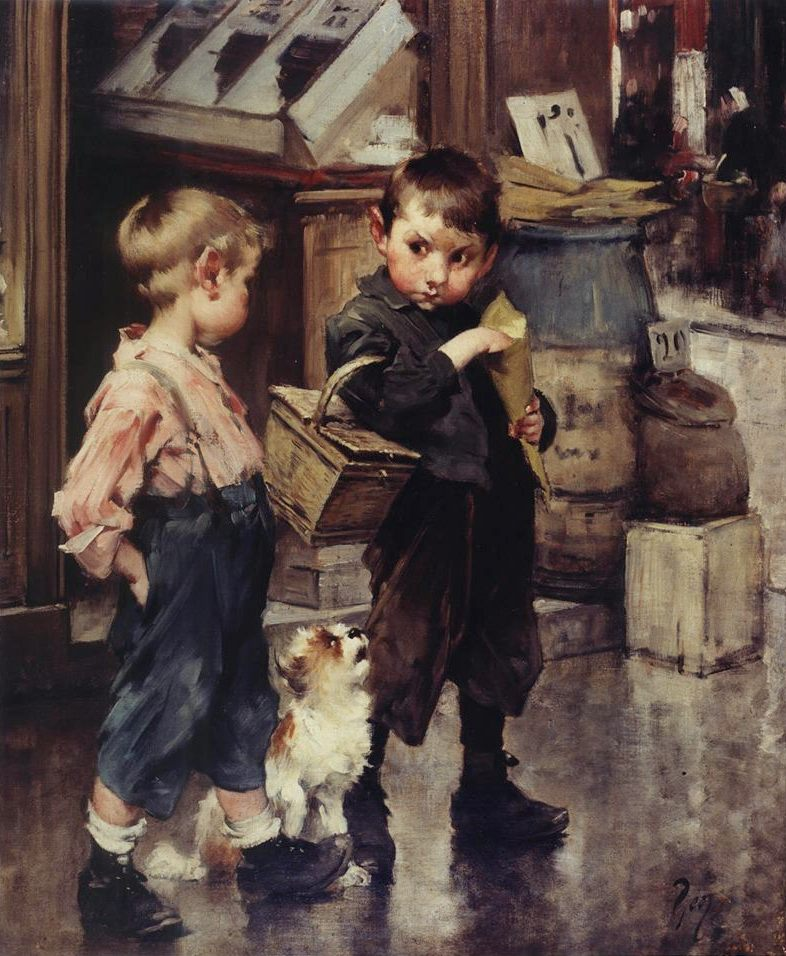